# Beautot
Beautot är en kommun i departementet Seine-Maritime i regionen Normandie i norra Frankrike. Kommunen ligger i kantonen Pavilly som tillhör arrondissementet Rouen. År 2022 hade Beautot 155 invånare.

## Befolkningsutveckling
Antalet invånare i kommunen Beautot
| Referens: INSEE |